# Льо Ман Прототипи
Льо Ман Прототипи са специално подготвени прототипи на автомобили с покрити колела, които се използват за дълги надпревари и предимно състезания за издръжливост като 24-те часа на Льо Ман, Американските Льо Ман Серии и Льо Ман Сериите в Европа.
Това са най-бързите автомобили с покрити колела, правилата за този клас автомобили са създадени от Автомобилния Клуб на Ост (Automobile Club de l’Ouest – ACO), това е клуба който организира и 24-те часа на Льо Ман. Цената и технологията която е използвана ги прави много близки до Ф1, а заради изискванията на пистата Льо Ман, тяхната максимална скорост е дори по-висока от Ф1.
Льо Ман прототипите замениха множество класове прототипи създадени от различни автомобилни организации, към момента единствено Ролекс Спортскар Сериите в Америка използват свой клас Дейтона Прототипи.
Класа прототипи исторически е имал най-много варианти и до средата на 1960-те години това са били най-важният тип състезания. Световния шампионат за спортни автомобили на ФИА е носел повече престиж, отколкото титлата във Ф1.
Заради значително по-отворените си правила Льо Ман Прототипите стават все по-популярни сред автомобилните производители които могат да получат огромен напредък посредством тях за много модерни технологии.

## Класове
Съществуват 3 класа прототипи. LMP1, LMP2 LMPC, като LMP1 е най-бързия и най-скъп клас прототипи. LMP2 са прототипи за по-ниско бюджетни отбори, LMPC са едномаркови прототипи също за ниско бюджетни отбори и не участват в 24 Часа на Льо Ман и WEC, а единствено в Европейските Льо Ман Серии и Американските Льо Ман Серии.

## LMP1

### Шаси
Този клас е създаден за големите автомобилни производители, въпреки че има много малки отбори които правят собствени шасита в класа. Минималното тегло в класа е 900 кг, като има специални правила за аеродинамиката при прототипи със закрит и открит кокпит.

### Двигател
Позволени са атмосферни бензинови двигатели с обем до 6.0л, а двигателите с турбо или механични компресори имат максимален обем от 4.0 л.
Много критики от частните отбори предизвикват правилата за дизеловите двигатели, при тях е позволен обем до 5.5 л. и то с турбо или механичен компресор.
Няма ограничения за цилиндрите. Обемът на резервоара за настоящия сезон е 90 литра за бензиновите двигатели, и 81 литра за дизеловите.

## LMP2

### Шаси
Този клас е за частните отбори, но в Американските Льо Ман Серии точно този клас заради правилата му бе избран от Порше и Мазда. Минималното тегло тук е 825 кг, това прави тези прототипи много често по-бързи от ЛМП1 прототипите на много от по-бавните трасета.

### Двигател
Позволени са атмосферни двигатели с обем до 3.4 л. и максимум от 8 цилиндъра, също така и атмосферни двигатели с обем до 4.0 л. които са от хомологирани серии автомобили (отговарящи на ЛМ ГТ2 изискванията и минимално производство от 1000 бройки на година). Турбо и механичните компресори са позволени само за двигатели с обем до 2.0 л. и максимум 6 цилиндъра. За хомологираните серийни двигатели принудителното пълнене е позволено само за дизели с обем до 4.4 л. и производство от поне 10000 бройки на година. Обемът на резервоара е 80 л. за всички двигатели.

## LMPC

### Шаси
Този клас е за частни отбори с нисък бюджет, като целта му е да направи стартовия списък на Американските Льо Ман Серии и на Европейските Льо Ман Серии по-многоброен. Шасито е доставяно от френската моторспорт-компания Oreca. Минималното тегло на прототипа е 900 килограма.

### Двигател
Двигателя е доставян от Дженеръл Мотърс и е 8 цилиндров V-образен с обем от 6.2 л. Трансмисията е шест степенна подредена състезателна. В Америка има шампионат единствено за прототипи от клас LMPC, като той се казва Формула Льо Ман.

## Скорост
Скоростта на ЛМП1 и ЛМП2 прототипите е по-голяма от тази на ФИА ГТ1 автомобилите, но по-ниска от тази на ГП2, по-близка до Световните Серии на Рено или Ф3 в зависимост от типа писта.

## Състезания
В състезанията се поставя акцент върху издръжливоста, точно заради това всеки участващ отбор е съставен минимум от 2 пилота, а в някой състезания и от задължително 3 пилота. Състезанията са минимум от 3 часа, като има някои които са от 8, 10, 12 или най-тежките от 24 часа.
24-часовите състезания са особено популярни сред феновете, такива състезания има на Льо Ман, Спа, Дейтона и още някои други по-малко значими. За състезание на Льо Ман фенове от цял свят се събират около пистата като самия уикенд е нон-стоп карнавал. Паради на всякакъв вид автомобили от цял свят, това е и най-посещаваното спортно събитие в Европа – всяка година над 250 хил. фенове се събират около пистата!
Този тип състезания са особено популярни сред богатите джентълмен пилоти, през 2007 година британския министър на външните работи се отказа от поста си за да осъществи мечтата на живота си, участие в 24-те часа на Льо Ман!

## Участие
Водещите отбори са на големи автомобилни производители, или частни отбори с участието на големи корпорации. Състезанията за издръжливост винаги са били популярни сред т.нар. джентълмен пилоти, така че има много участници и от тях.
Пилотите на топ отборите са обикновено доказани професионалисти с опит от Ф1, Чемп Кар, Инди Кар, ГП2 или Световните Серии на Рено. Докато сред по-малките отбори, спонсорирани от джентълмен пилоти, много често са съставени само от джентълмен пилоти на възраст около 40 – 50 години и понякога млад перспективен пилот, който търси развитие в този спорт.
Бюджетите на топ отбори като Ауди и Пежо са около 100 – 150 млн. евро, докато някой от частните отбори на джентълмен пилоти имат бюджет от около 1,5 – 2 млн. евро.